# 修正派犹太复国主义

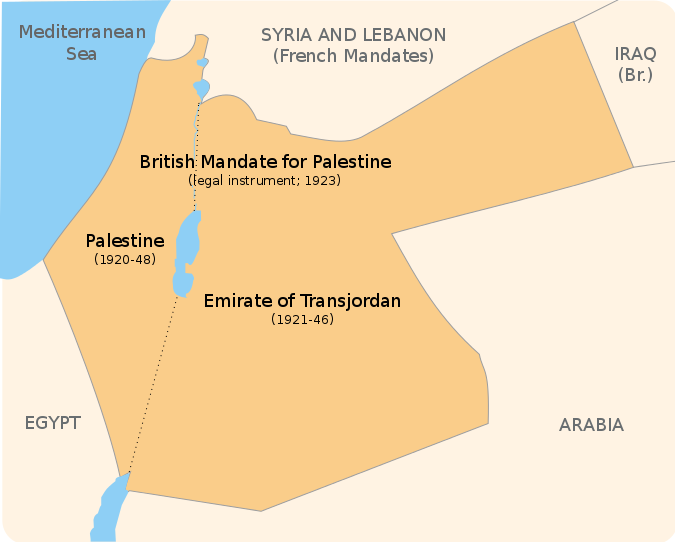
英国托管时期的巴勒斯坦（1920年代）
注：伯纳德·瓦瑟斯坦《以色列与巴勒斯坦：为何而战？能否停止？》（2004年）第105-106页：
"因此，巴勒斯坦在1921-1922年并未被分割。外约旦地区非但未被切除，反而被纳入托管范围。犹太复国主义被禁止在该区域扩张——但《贝尔福宣言》此前从未适用于约旦河以东地区。此事为何重要？因为所谓'巴勒斯坦第一次分割'的迷思，已成为'大以色列'理念及贾博廷斯基修正主义运动意识形态的组成部分。"
本图基于公有领域图片en:Image:BritishMandatePalestine1920.jpg修改，修改内容为放大两个单词的字体并转换格式。

修正派犹太复国主义是錫安主義中的一個派別，也是利庫德集團的意識形態，修正派犹太复国主义主張要竭盡所能在巴勒斯坦地區擴張猶太人的领土，而且要讓犹太人成為约旦河两岸地區的主體民族。
修正派犹太复国主义由泽维·贾鲍京斯基提出，修正派犹太复国主义主張犹太人对整个以色列地区（巴勒斯坦託管地以及外约旦酋长国所在地區）拥有主权，而大卫·本·古里安和哈伊姆·魏茨曼等人只是鼓勵猶太人前往巴勒斯坦地區定居，並沒有涉及猶太人對巴勒斯坦地區的主權要求。在錫安主義內部，修正派犹太复国主义與勞工錫安主義針鋒相對。
修正派犹太复国主义有自己的准军事组织伊尔贡以及莱希。伊尔贡以及莱希都对英国人发动多次袭击，他們试图将英國人驱逐出巴勒斯坦。 
1935年，以色列犹太事务局拒绝贾鲍京斯基的政治纲领，并拒绝向外界表示“犹太复国主义的目标是建立犹太人国家”后，贾鲍京斯基辞去了他在世界犹太复国主义组织中的职务。他创立了新犹太复国主义组织（New Zionist Organization，NZO），旨在鼓勵猶太人移民巴勒斯坦地區並在該地區建立犹太人国家。 